# Paul Simon/Auszeichnungen für Musikverkäufe

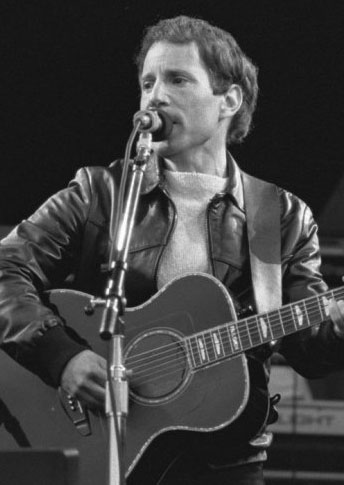
Paul Simon (1982)

Dies ist eine Übersicht über die Auszeichnungen für Musikverkäufe des amerikanischen Sängers Paul Simon. Die Auszeichnungen finden sich nach ihrer Art (Gold, Platin usw.), nach Staaten getrennt in chronologischer Reihenfolge, geordnet sowie nach den Tonträgern selbst, ebenfalls in chronologischer Reihenfolge, getrennt nach Medium (Alben, Singles usw.), wieder.

## Auszeichnungen
| - Vereinigtes Königreich - 1981: für das Album One-Trick Pony - 2000: für das Album You’re the One - 2003: für das Album The Paul Simon Anthology - 2013: für das Album So Beautiful or so What - 2016: für das Album Stranger to Stranger - 2020: für das Album Paul Simon’s Concert in the Park - 2020: für die Single Graceland - 2021: für die Single Diamonds on the Soles of Her Shoes - 2023: für die Autorenbeteiligung The Sound of Silence (Columbia, Simon & Garfunkel) - Australien - 1986: für die Single You Can Call Me Al - 1995: für das Album The Paul Simon Anthology - Belgien - 1991: für das Album The Rhythm of the Saints - Dänemark - 2019: für die Autorenbeteiligung The Sound of Silence (Simon & Garfunkel) - 2021: für das Album Graceland - 2023: für die Autorenbeteiligung Mrs. Robinson (Simon & Garfunkel) - Deutschland - 1991: für das Album The Rhythm of the Saints - 2022: für die Autorenbeteiligung Mrs. Robinson (Simon & Garfunkel) - 2023: für die Autorenbeteiligung The Sound of Silence (Simon & Garfunkel) - Frankreich - 2001: für das Album Greatest Hits, Etc. - Hongkong - 1989: für das Album Graceland - Irland - 2006: für das Album Surprise - Italien - 1987: für das Album Graceland - 2019: für die Autorenbeteiligung Mrs. Robinson (Simon & Garfunkel) - Kanada - 1979: für die Autorenbeteiligung The Sound of Silence (Simon & Garfunkel) - 2000: für das Album Shining Like a National Guitar: Greatest Hits - Neuseeland - 2021: für das Album Over the Bridge of Time: A Paul Simon Retrospective (1964–2011) - 2024: für die Single Kodachrome - Österreich - 1992: für das Album The Rhythm of the Saints - Schweiz - 1990: für das Album The Rhythm of the Saints - 2016: für die Autorenbeteiligung The Sound of Silence (Disturbed) - Spanien - 1990: für das Album The Rhythm of the Saints - 2024: für die Autorenbeteiligung The Sound of Silence (Disturbed) - Südafrika - 1992: für das Album The Rhythm of the Saints - 1992: für das Album Paul Simon’s Concert in the Park - Vereinigte Staaten - 1968: für die Autorenbeteiligung The Sound of Silence (Simon & Garfunkel) - 1969: für die Autorenbeteiligung Mrs. Robinson (Simon & Garfunkel) - 1970: für die Autorenbeteiligung Bridge over Troubled Water (Simon & Garfunkel) - 1970: für die Autorenbeteiligung Cecilia (Simon & Garfunkel) - 1973: für die Single Loves Me Like a Rock - 1974: für das Album In Concert: Live Rhymin’ - 1975: für das Album Still Crazy After All These Years - 1976: für die Single 50 Ways to Leave Your Lover - 1980: für das Album One-Trick Pony - 1988: für das Videoalbum Graceland: The African Concert - 1993: für das Album Paul Simon 1964/1993 - 2001: für das Album You’re the One - 2001: für die Single Slip Slidin’ Away - Vereinigtes Königreich - 1973: für das Album There Goes Rhymin’ Simon - 1976: für das Album Still Crazy After All These Years - 1977: für das Album Greatest Hits, Etc. - 2000: für das Album Shining Like a National Guitar: Greatest Hits - 2013: für das Album Surprise - 2015: für das Videoalbum Graceland: The African Concert - 2018: für das Album The Essential Paul Simon - 2020: für die Autorenbeteiligung Bridge over Troubled Water (Artists for Grenfell) - 2022: für die Autorenbeteiligung Cecilia (Simon & Garfunkel) - 2023: für die Autorenbeteiligung Oh Cecilia (Breaking My Heart) (Shawn Mendes) - 2025: für die Single 50 Ways to Leave Your Lover - 2025: für die Single Me and Julio Down by the Schoolyard | - Australien - 1990: für das Album The Rhythm of the Saints - 2001: für das Album The Paul Simon Anthology - 2002: für das Album Shining Like a National Guitar: Greatest Hits - 2007: für das Videoalbum Graceland - Dänemark - 2023: für die Single You Can Call Me Al - Frankreich - 2001: für das Album Graceland - Italien - 2016: für die Autorenbeteiligung The Sound of Silence (Simon & Garfunkel) - 2019: für die Autorenbeteiligung The Sound of Silence (Disturbed) - Kanada - 1976: für das Album Still Crazy After All These Years - 1978: für das Album Greatest Hits, Etc. - Neuseeland - 1991: für das Album The Rhythm of the Saints - 2000: für das Album Shining Like a National Guitar: Greatest Hits - 2021: für die Single Me and Julio Down by the Schoolyard - Niederlande - 1986: für das Album Graceland - 1991: für das Album The Rhythm of the Saints - Österreich - 2017: für die Autorenbeteiligung The Sound of Silence (Disturbed) - Schweiz - 1987: für das Album Graceland - Spanien - 1988: für das Album Graceland - Vereinigte Staaten - 1978: für das Album Greatest Hits, Etc. - 1986: für das Album Paul Simon - 1986: für das Album There Goes Rhymin’ Simon - 1994: für das Album Negotiations and Love Songs (1971–1986) - Vereinigtes Königreich - 1988: für das Album Negotiations and Love Songs (1971–1986) - 2017: für das Album The Ultimate Collection - 2021: für die Autorenbeteiligung Mrs. Robinson (Simon & Garfunkel) - 2021: für die Autorenbeteiligung Bridge over Troubled Water (Simon & Garfunkel) - 2022: für die Autorenbeteiligung The Sound of Silence (Sony, Simon & Garfunkel) - Deutschland - 2007: für das Album Graceland - Australien - 2006: für das Videoalbum Graceland: The African Concert - Dänemark - 2024: für die Autorenbeteiligung The Sound of Silence (Disturbed) - Kanada - 1991: für das Album The Rhythm of the Saints - Neuseeland - 1989: für das Album Negotiations and Love Songs (1971–1986) - Norwegen - 2019: für die Autorenbeteiligung The Sound of Silence (Disturbed) - Schweden - 2017: für die Autorenbeteiligung The Sound of Silence (Disturbed) - Vereinigte Staaten - 1991: für das Album The Rhythm of the Saints - Vereinigtes Königreich - 1990: für das Album The Rhythm of the Saints | - Neuseeland - 2009: für das Album The Paul Simon Anthology - Südafrika - 1992: für das Album Graceland - Vereinigtes Königreich - 2024: für die Single You Can Call Me Al - 2025: für die Autorenbeteiligung The Sound of Silence (Disturbed) - Neuseeland - 2025: für die Single You Can Call Me Al - Vereinigte Staaten - 1995: für das Album Graceland - Neuseeland - 2025: für die Autorenbeteiligung The Sound of Silence (Disturbed) - Australien - 1996: für das Album Graceland - 2024: für die Autorenbeteiligung The Sound of Silence (Disturbed) - Vereinigtes Königreich - 2018: für das Album Graceland - Vereinigte Staaten - 2025: für die Autorenbeteiligung The Sound of Silence (Disturbed) - Neuseeland - 1988: für das Album Graceland - Deutschland - 2022: für die Autorenbeteiligung The Sound of Silence (Disturbed) - Kanada - 2025: für die Autorenbeteiligung The Sound of Silence (Disturbed) - Polen - 2024: für die Autorenbeteiligung The Sound of Silence (Disturbed) |

## Auszeichnungen nach Alben

### Paul Simon
| Land/Region               | Auszeichnungen für Musikverkäufe (Land/Region, Auszeichnung, Verkäufe) | Verkäufe  |
| ------------------------- | ---------------------------------------------------------------------- | --------- |
| Vereinigte Staaten (RIAA) | Platin                                                                 | 1.000.000 |
| Insgesamt                 | 1× Platin ·                                                            | 1.000.000 |

### There Goes Rhymin’ Simon
| Land/Region                  | Auszeichnungen für Musikverkäufe (Land/Region, Auszeichnung, Verkäufe) | Verkäufe  |
| ---------------------------- | ---------------------------------------------------------------------- | --------- |
| Vereinigte Staaten (RIAA)    | Platin                                                                 | 1.000.000 |
| Vereinigtes Königreich (BPI) | Gold                                                                   | 1.000.000 |
| Insgesamt                    | 1× Gold · 1× Platin ·                                                  | 2.000.000 |

### In Concert: Live Rhymin’
| Land/Region               | Auszeichnungen für Musikverkäufe (Land/Region, Auszeichnung, Verkäufe) | Verkäufe |
| ------------------------- | ---------------------------------------------------------------------- | -------- |
| Vereinigte Staaten (RIAA) | Gold                                                                   | 500.000  |
| Insgesamt                 | 1× Gold ·                                                              | 500.000  |

### Still Crazy After All These Years
| Land/Region                  | Auszeichnungen für Musikverkäufe (Land/Region, Auszeichnung, Verkäufe) | Verkäufe |
| ---------------------------- | ---------------------------------------------------------------------- | -------- |
| Kanada (MC)                  | Platin                                                                 | 100.000  |
| Vereinigte Staaten (RIAA)    | Gold                                                                   | 500.000  |
| Vereinigtes Königreich (BPI) | Gold                                                                   | 100.000  |
| Insgesamt                    | 2× Gold · 1× Platin ·                                                  | 700.000  |

### Greatest Hits, Etc.
| Land/Region                  | Auszeichnungen für Musikverkäufe (Land/Region, Auszeichnung, Verkäufe) | Verkäufe  |
| ---------------------------- | ---------------------------------------------------------------------- | --------- |
| Frankreich (SNEP)            | Gold                                                                   | 100.000   |
| Kanada (MC)                  | Platin                                                                 | 100.000   |
| Vereinigte Staaten (RIAA)    | Platin                                                                 | 1.000.000 |
| Vereinigtes Königreich (BPI) | Gold                                                                   | 100.000   |
| Insgesamt                    | 2× Gold · 2× Platin ·                                                  | 1.300.000 |

### One-Trick Pony
| Land/Region                  | Auszeichnungen für Musikverkäufe (Land/Region, Auszeichnung, Verkäufe) | Verkäufe |
| ---------------------------- | ---------------------------------------------------------------------- | -------- |
| Vereinigte Staaten (RIAA)    | Gold                                                                   | 500.000  |
| Vereinigtes Königreich (BPI) | Silber                                                                 | 60.000   |
| Insgesamt                    | 1× Silber · 1× Gold ·                                                  | 560.000  |

### Graceland
| Land/Region                  | Auszeichnungen für Musikverkäufe (Land/Region, Auszeichnung, Verkäufe) | Verkäufe  |
| ---------------------------- | ---------------------------------------------------------------------- | --------- |
| Australien (ARIA)            | 8× Platin                                                              | 560.000   |
| Dänemark (IFPI)              | Gold                                                                   | 10.000    |
| Deutschland (BVMI)           | 3× Gold                                                                | 750.000   |
| Frankreich (SNEP)            | Platin                                                                 | 300.000   |
| Hongkong (IFPI/HKRIA)        | Gold                                                                   | 10.000    |
| Italien (FIMI)               | Gold                                                                   | 100.000   |
| Neuseeland (RMNZ)            | 10× Platin                                                             | 200.000   |
| Niederlande (NVPI)           | Platin                                                                 | 100.000   |
| Schweiz (IFPI)               | Platin                                                                 | 50.000    |
| Spanien (Promusicae)         | Platin                                                                 | 100.000   |
| Südafrika (RISA)             | 3× Platin                                                              | 150.000   |
| Vereinigte Staaten (RIAA)    | 5× Platin                                                              | 5.000.000 |
| Vereinigtes Königreich (BPI) | 8× Platin                                                              | 2.400.000 |
| Insgesamt                    | 4× Gold · 39× Platin ·                                                 | 9.730.000 |

### Negotiations and Love Songs (1971–1986)
| Land/Region                  | Auszeichnungen für Musikverkäufe (Land/Region, Auszeichnung, Verkäufe) | Verkäufe  |
| ---------------------------- | ---------------------------------------------------------------------- | --------- |
| Neuseeland (RMNZ)            | 2× Platin                                                              | 40.000    |
| Vereinigte Staaten (RIAA)    | Platin                                                                 | 1.000.000 |
| Vereinigtes Königreich (BPI) | Platin                                                                 | 300.000   |
| Insgesamt                    | 4× Platin ·                                                            | 1.340.000 |

### The Rhythm of the Saints
| Land/Region                  | Auszeichnungen für Musikverkäufe (Land/Region, Auszeichnung, Verkäufe) | Verkäufe  |
| ---------------------------- | ---------------------------------------------------------------------- | --------- |
| Australien (ARIA)            | Platin                                                                 | 70.000    |
| Belgien (BRMA)               | Gold                                                                   | 25.000    |
| Deutschland (BVMI)           | Gold                                                                   | 250.000   |
| Kanada (MC)                  | 2× Platin                                                              | 200.000   |
| Neuseeland (RMNZ)            | Platin                                                                 | 20.000    |
| Niederlande (NVPI)           | Platin                                                                 | 100.000   |
| Österreich (IFPI)            | Gold                                                                   | 25.000    |
| Schweiz (IFPI)               | Gold                                                                   | 25.000    |
| Spanien (Promusicae)         | Gold                                                                   | 50.000    |
| Südafrika (RISA)             | Gold                                                                   | 25.000    |
| Vereinigte Staaten (RIAA)    | 2× Platin                                                              | 2.000.000 |
| Vereinigtes Königreich (BPI) | 2× Platin                                                              | 600.000   |
| Insgesamt                    | 6× Gold · 9× Platin ·                                                  | 3.385.000 |

### Paul Simon’s Concert in the Park
| Land/Region                  | Auszeichnungen für Musikverkäufe (Land/Region, Auszeichnung, Verkäufe) | Verkäufe |
| ---------------------------- | ---------------------------------------------------------------------- | -------- |
| Südafrika (RISA)             | Gold                                                                   | 25.000   |
| Vereinigtes Königreich (BPI) | Silber                                                                 | 60.000   |
| Insgesamt                    | 1× Silber · 1× Gold ·                                                  | 85.000   |

### Paul Simon 1964/1993
| Land/Region               | Auszeichnungen für Musikverkäufe (Land/Region, Auszeichnung, Verkäufe) | Verkäufe |
| ------------------------- | ---------------------------------------------------------------------- | -------- |
| Vereinigte Staaten (RIAA) | Gold                                                                   | 500.000  |
| Insgesamt                 | 1× Gold ·                                                              | 500.000  |

### The Paul Simon Anthology
| Land/Region                  | Auszeichnungen für Musikverkäufe (Land/Region, Auszeichnung, Verkäufe) | Verkäufe |
| ---------------------------- | ---------------------------------------------------------------------- | -------- |
| Australien (ARIA)            | Gold                                                                   | 35.000   |
| Neuseeland (RMNZ)            | 3× Platin                                                              | 45.000   |
| Vereinigtes Königreich (BPI) | Silber                                                                 | 60.000   |
| Insgesamt                    | 1× Silber · 1× Gold · 3× Platin ·                                      | 140.000  |

### Shining Like a National Guitar: Greatest Hits
| Land/Region                  | Auszeichnungen für Musikverkäufe (Land/Region, Auszeichnung, Verkäufe) | Verkäufe |
| ---------------------------- | ---------------------------------------------------------------------- | -------- |
| Australien (ARIA)            | Platin                                                                 | 70.000   |
| Kanada (MC)                  | Gold                                                                   | 50.000   |
| Neuseeland (RMNZ)            | Platin                                                                 | 15.000   |
| Vereinigtes Königreich (BPI) | Gold                                                                   | 100.000  |
| Insgesamt                    | 2× Gold · 2× Platin ·                                                  | 235.000  |

### You’re the One
| Land/Region                  | Auszeichnungen für Musikverkäufe (Land/Region, Auszeichnung, Verkäufe) | Verkäufe |
| ---------------------------- | ---------------------------------------------------------------------- | -------- |
| Vereinigte Staaten (RIAA)    | Gold                                                                   | 500.000  |
| Vereinigtes Königreich (BPI) | Silber                                                                 | 60.000   |
| Insgesamt                    | 1× Silber · 1× Gold ·                                                  | 560.000  |

### Surprise
| Land/Region                  | Auszeichnungen für Musikverkäufe (Land/Region, Auszeichnung, Verkäufe) | Verkäufe |
| ---------------------------- | ---------------------------------------------------------------------- | -------- |
| Irland (IRMA)                | Gold                                                                   | 7.500    |
| Vereinigtes Königreich (BPI) | Gold                                                                   | 100.000  |
| Insgesamt                    | 2× Gold ·                                                              | 107.500  |

### The Essential Paul Simon
| Land/Region                  | Auszeichnungen für Musikverkäufe (Land/Region, Auszeichnung, Verkäufe) | Verkäufe |
| ---------------------------- | ---------------------------------------------------------------------- | -------- |
| Vereinigtes Königreich (BPI) | Gold                                                                   | 100.000  |
| Insgesamt                    | 1× Gold ·                                                              | 100.000  |

### So Beautiful or so What
| Land/Region                  | Auszeichnungen für Musikverkäufe (Land/Region, Auszeichnung, Verkäufe) | Verkäufe |
| ---------------------------- | ---------------------------------------------------------------------- | -------- |
| Vereinigtes Königreich (BPI) | Silber                                                                 | 60.000   |
| Insgesamt                    | 1× Silber ·                                                            | 60.000   |

### Over the Bridge of Time: A Paul Simon Retrospective (1964–2011)
| Land/Region       | Auszeichnungen für Musikverkäufe (Land/Region, Auszeichnung, Verkäufe) | Verkäufe |
| ----------------- | ---------------------------------------------------------------------- | -------- |
| Neuseeland (RMNZ) | Gold                                                                   | 7.500    |
| Insgesamt         | 1× Gold ·                                                              | 7.500    |

### The Ultimate Collection
| Land/Region                  | Auszeichnungen für Musikverkäufe (Land/Region, Auszeichnung, Verkäufe) | Verkäufe |
| ---------------------------- | ---------------------------------------------------------------------- | -------- |
| Vereinigtes Königreich (BPI) | Platin                                                                 | 300.000  |
| Insgesamt                    | 1× Platin ·                                                            | 300.000  |

### Stranger to Stranger
| Land/Region                  | Auszeichnungen für Musikverkäufe (Land/Region, Auszeichnung, Verkäufe) | Verkäufe |
| ---------------------------- | ---------------------------------------------------------------------- | -------- |
| Vereinigtes Königreich (BPI) | Silber                                                                 | 60.000   |
| Insgesamt                    | 1× Silber ·                                                            | 60.000   |

## Auszeichnungen nach Singles

### Me and Julio Down by the Schoolyard
| Land/Region                  | Auszeichnungen für Musikverkäufe (Land/Region, Auszeichnung, Verkäufe) | Verkäufe |
| ---------------------------- | ---------------------------------------------------------------------- | -------- |
| Neuseeland (RMNZ)            | Platin                                                                 | 30.000   |
| Vereinigtes Königreich (BPI) | Gold                                                                   | 400.000  |
| Insgesamt                    | 1× Gold · 1× Platin ·                                                  | 430.000  |

### Kodachrome
| Land/Region       | Auszeichnungen für Musikverkäufe (Land/Region, Auszeichnung, Verkäufe) | Verkäufe |
| ----------------- | ---------------------------------------------------------------------- | -------- |
| Neuseeland (RMNZ) | Gold                                                                   | 15.000   |
| Insgesamt         | 1× Gold ·                                                              | 15.000   |

### Loves Me Like a Rock
| Land/Region               | Auszeichnungen für Musikverkäufe (Land/Region, Auszeichnung, Verkäufe) | Verkäufe  |
| ------------------------- | ---------------------------------------------------------------------- | --------- |
| Vereinigte Staaten (RIAA) | Gold                                                                   | 1.000.000 |
| Insgesamt                 | 1× Gold ·                                                              | 1.000.000 |

### 50 Ways to Leave Your Lover
| Land/Region                  | Auszeichnungen für Musikverkäufe (Land/Region, Auszeichnung, Verkäufe) | Verkäufe  |
| ---------------------------- | ---------------------------------------------------------------------- | --------- |
| Vereinigte Staaten (RIAA)    | Gold                                                                   | 1.000.000 |
| Vereinigtes Königreich (BPI) | Gold                                                                   | 400.000   |
| Insgesamt                    | 2× Gold ·                                                              | 1.400.000 |

### Slip Slidin’ Away
| Land/Region               | Auszeichnungen für Musikverkäufe (Land/Region, Auszeichnung, Verkäufe) | Verkäufe |
| ------------------------- | ---------------------------------------------------------------------- | -------- |
| Vereinigte Staaten (RIAA) | Gold                                                                   | 500.000  |
| Insgesamt                 | 1× Gold ·                                                              | 500.000  |

### You Can Call Me Al
| Land/Region                  | Auszeichnungen für Musikverkäufe (Land/Region, Auszeichnung, Verkäufe) | Verkäufe  |
| ---------------------------- | ---------------------------------------------------------------------- | --------- |
| Australien (ARIA)            | Gold                                                                   | 35.000    |
| Dänemark (IFPI)              | Platin                                                                 | 90.000    |
| Neuseeland (RMNZ)            | 4× Platin                                                              | 120.000   |
| Vereinigtes Königreich (BPI) | 3× Platin                                                              | 1.800.000 |
| Insgesamt                    | 1× Gold · 8× Platin ·                                                  | 2.045.000 |

### Graceland
| Land/Region                  | Auszeichnungen für Musikverkäufe (Land/Region, Auszeichnung, Verkäufe) | Verkäufe |
| ---------------------------- | ---------------------------------------------------------------------- | -------- |
| Vereinigtes Königreich (BPI) | Silber                                                                 | 200.000  |
| Insgesamt                    | 1× Silber ·                                                            | 200.000  |

### Diamonds on the Soles of Her Shoes
| Land/Region                  | Auszeichnungen für Musikverkäufe (Land/Region, Auszeichnung, Verkäufe) | Verkäufe |
| ---------------------------- | ---------------------------------------------------------------------- | -------- |
| Vereinigtes Königreich (BPI) | Silber                                                                 | 200.000  |
| Insgesamt                    | 1× Silber ·                                                            | 200.000  |

## Auszeichnungen nach Autorenbeteiligungen und Produktionen

### The Sound of Silence(Simon & Garfunkel)
| Land/Region                  | Auszeichnungen für Musikverkäufe (Land/Region, Auszeichnung, Verkäufe) | Verkäufe  |
| ---------------------------- | ---------------------------------------------------------------------- | --------- |
| Dänemark (IFPI)              | Gold                                                                   | 45.000    |
| Deutschland (BVMI)           | Gold                                                                   | 250.000   |
| Italien (FIMI)               | Platin                                                                 | 50.000    |
| Kanada (MC)                  | Gold                                                                   | 75.000    |
| Vereinigte Staaten (RIAA)    | Gold                                                                   | 1.000.000 |
| Vereinigtes Königreich (BPI) | Platin (Sony) · + Silber (Columbia)                                    | 800.000   |
| Insgesamt                    | 1× Silber · 4× Gold · 2× Platin ·                                      | 2.220.000 |

### Mrs. Robinson(Simon & Garfunkel)
| Land/Region                  | Auszeichnungen für Musikverkäufe (Land/Region, Auszeichnung, Verkäufe) | Verkäufe  |
| ---------------------------- | ---------------------------------------------------------------------- | --------- |
| Dänemark (IFPI)              | Gold                                                                   | 45.000    |
| Deutschland (BVMI)           | Gold                                                                   | 250.000   |
| Italien (FIMI)               | Gold                                                                   | 25.000    |
| Vereinigte Staaten (RIAA)    | Gold                                                                   | 1.000.000 |
| Vereinigtes Königreich (BPI) | Platin                                                                 | 600.000   |
| Insgesamt                    | 4× Gold · 1× Platin ·                                                  | 1.920.000 |

### Bridge over Troubled Water(Simon & Garfunkel)
| Land/Region                  | Auszeichnungen für Musikverkäufe (Land/Region, Auszeichnung, Verkäufe) | Verkäufe  |
| ---------------------------- | ---------------------------------------------------------------------- | --------- |
| Vereinigte Staaten (RIAA)    | Gold                                                                   | 1.000.000 |
| Vereinigtes Königreich (BPI) | Platin                                                                 | 600.000   |
| Insgesamt                    | 1× Gold · 1× Platin ·                                                  | 1.600.000 |

### Cecilia (Simon & Garfunkel)
| Land/Region                  | Auszeichnungen für Musikverkäufe (Land/Region, Auszeichnung, Verkäufe) | Verkäufe  |
| ---------------------------- | ---------------------------------------------------------------------- | --------- |
| Vereinigte Staaten (RIAA)    | Gold                                                                   | 1.000.000 |
| Vereinigtes Königreich (BPI) | Gold                                                                   | 400.000   |
| Insgesamt                    | 2× Gold ·                                                              | 1.400.000 |

### Oh Cecilia (Breaking My Heart) (Shawn Mendes)
| Land/Region                  | Auszeichnungen für Musikverkäufe (Land/Region, Auszeichnung, Verkäufe) | Verkäufe |
| ---------------------------- | ---------------------------------------------------------------------- | -------- |
| Vereinigtes Königreich (BPI) | Gold                                                                   | 400.000  |
| Insgesamt                    | 1× Gold ·                                                              | 400.000  |

### The Sound of Silence(Disturbed)
| Land/Region                  | Auszeichnungen für Musikverkäufe (Land/Region, Auszeichnung, Verkäufe) | Verkäufe   |
| ---------------------------- | ---------------------------------------------------------------------- | ---------- |
| Australien (ARIA)            | 8× Platin                                                              | 560.000    |
| Dänemark (IFPI)              | 2× Platin                                                              | 180.000    |
| Deutschland (BVMI)           | Diamant                                                                | 1.000.000  |
| Italien (FIMI)               | Platin                                                                 | 50.000     |
| Kanada (MC)                  | Diamant                                                                | 800.000    |
| Neuseeland (RMNZ)            | 6× Platin                                                              | 180.000    |
| Norwegen (IFPI)              | 2× Platin                                                              | 120.000    |
| Österreich (IFPI)            | Platin                                                                 | 30.000     |
| Polen (ZPAV)                 | 2× Diamant                                                             | 500.000    |
| Schweden (IFPI)              | 2× Platin                                                              | 80.000     |
| Schweiz (IFPI)               | Gold                                                                   | 15.000     |
| Spanien (Promusicae)         | Gold                                                                   | 30.000     |
| Vereinigte Staaten (RIAA)    | 9× Platin                                                              | 9.000.000  |
| Vereinigtes Königreich (BPI) | 3× Platin                                                              | 1.800.000  |
| Insgesamt                    | 2× Gold · 34× Platin · 4× Diamant ·                                    | 14.545.000 |

### Bridge over Troubled Water(Artists for Grenfell)
| Land/Region                  | Auszeichnungen für Musikverkäufe (Land/Region, Auszeichnung, Verkäufe) | Verkäufe |
| ---------------------------- | ---------------------------------------------------------------------- | -------- |
| Vereinigtes Königreich (BPI) | Gold                                                                   | 400.000  |
| Insgesamt                    | 1× Gold ·                                                              | 400.000  |

## Auszeichnungen nach Videoalben

### Graceland: The African Concert
| Land/Region                  | Auszeichnungen für Musikverkäufe (Land/Region, Auszeichnung, Verkäufe) | Verkäufe |
| ---------------------------- | ---------------------------------------------------------------------- | -------- |
| Australien (ARIA)            | 2× Platin                                                              | 30.000   |
| Vereinigte Staaten (RIAA)    | Gold                                                                   | 50.000   |
| Vereinigtes Königreich (BPI) | Gold                                                                   | 25.000   |
| Insgesamt                    | 2× Gold · 2× Platin ·                                                  | 105.000  |

### Graceland
| Land/Region       | Auszeichnungen für Musikverkäufe (Land/Region, Auszeichnung, Verkäufe) | Verkäufe |
| ----------------- | ---------------------------------------------------------------------- | -------- |
| Australien (ARIA) | Platin                                                                 | 15.000   |
| Insgesamt         | 1× Platin ·                                                            | 15.000   |

## Statistik und Quellen
| Land/RegionAuszeichnungen für Musikverkäufe (Land/Region, Auszeichnungen, Verkäufe, Quellen) | Silber     | Gold       | Platin         | Diamant     | Verkäufe   | Quellen                           |
| -------------------------------------------------------------------------------------------- | ---------- | ---------- | -------------- | ----------- | ---------- | --------------------------------- |
| Australien (ARIA)                                                                            | —          | 2× Gold2   | 22× Platin22   | —           | 1.375.000  | aria.com.au                       |
| Belgien (BRMA)                                                                               | —          | Gold1      | —              | —           | 25.000     | Einzelnachweise                   |
| Dänemark (IFPI)                                                                              | —          | 3× Gold3   | 3× Platin3     | —           | 370.000    | ifpi.dk                           |
| Deutschland (BVMI)                                                                           | —          | 4× Gold4   | Platin1        | Diamant1    | 2.500.000  | musikindustrie.de                 |
| Frankreich (SNEP)                                                                            | —          | Gold1      | Platin1        | —           | 400.000    | infodisc.fr snepmusique.com       |
| Hongkong (IFPI/HKRIA)                                                                        | —          | Gold1      | —              | —           | 10.000     | ifpihk.org                        |
| Irland (IRMA)                                                                                | —          | Gold1      | —              | —           | 7.500      | irishcharts.ie                    |
| Italien (FIMI)                                                                               | —          | 2× Gold2   | 2× Platin2     | —           | 225.000    | fimi.it                           |
| Kanada (MC)                                                                                  | —          | 2× Gold2   | 4× Platin4     | Diamant1    | 1.325.000  | musiccanada.com                   |
| Neuseeland (RMNZ)                                                                            | —          | 2× Gold2   | 28× Platin28   | —           | 672.500    | aotearoamusiccharts.co.nz NZ2 NZ3 |
| Niederlande (NVPI)                                                                           | —          | —          | 2× Platin2     | —           | 200.000    | nvpi.nl                           |
| Norwegen (IFPI)                                                                              | —          | —          | 2× Platin2     | —           | 120.000    | ifpi.no                           |
| Österreich (IFPI)                                                                            | —          | Gold1      | Platin1        | —           | 55.000     | ifpi.at                           |
| Polen (ZPAV)                                                                                 | —          | —          | —              | 2× Diamant2 | 500.000    | olis.pl                           |
| Schweden (IFPI)                                                                              | —          | —          | 2× Platin2     | —           | 80.000     | sverigetopplistan.se              |
| Schweiz (IFPI)                                                                               | —          | 2× Gold2   | Platin1        | —           | 90.000     | hitparade.ch                      |
| Spanien (Promusicae)                                                                         | —          | 2× Gold2   | Platin1        | —           | 180.000    | mediafire.com                     |
| Südafrika (RISA)                                                                             | —          | 2× Gold2   | 3× Platin3     | —           | 200.000    | Einzelnachweise                   |
| Vereinigte Staaten (RIAA)                                                                    | —          | 13× Gold13 | 20× Platin20   | —           | 29.050.000 | riaa.com                          |
| Vereinigtes Königreich (BPI)                                                                 | 9× Silber9 | 12× Gold12 | 21× Platin21   | —           | 13.645.000 | bpi.co.uk                         |
| Insgesamt                                                                                    | 9× Silber9 | 51× Gold51 | 114× Platin114 | 4× Diamant4 |            |                                   |